# Dichotomius favi
Dichotomius favi là một loài bọ cánh cứng trong họ Bọ hung (Scarabaeidae).